# Asociación de Estudiantes Estadistas de Puerto Rico
La Puerto Rico Statehood Students Association, Inc. (PRSSA) (o Asociación de Estudiantes Estadistas de Puerto Rico), con sede en San Juan, Puerto Rico, es una organización estadounidense dedicada a la promoción de la estadidad (estado federado) para Puerto Rico. Fundada en el 1979, la organización ha credido a más de 5000 miembros y 70 capítulos en más de 20 estados, el Distrito de Columbia y Puerto Rico.
La PRSSA promueve la participación de estudiantes estadistas en el proceso político, sirve como grupo de reflexión estadista, lidera un esfuerzo de cabildeo en ambas cámaras del Congreso, y desarrolla a los futuros líderes del movimiento estadista a través de programas educativos y de internados.

## Historia

### Primera Generación
La PRSSA fue fundada en agosto de 1979 por los entonces estudiantes universitarios Kenneth McClintock, el actual Secretario de Estado de Puerto Rico, y el actual Gobernador de Puerto Rico Luis Fortuño.
La organización fue constituida para promover la discusión del estatus político de Puerto Rico en las universidades y colegios de los Estados Unidos, promover la estadidad para el territorio más grande de los Estados Unidos y para facilitar el voto ausente en las elecciones de la isla, para los aproximadamente 15 000 electores jóvenes residentes en Puerto Rico, inscritos en universidades a través de los estados y Washington D. C.
McClintock sirvió como el primer presidente de la asociación desde agosto de 1979 hasta junio de 1980, cuando se graduó de la Escuela de Derecho de Tulane University. McClintock fue el responsable de establecer la PRSSA a través universidades en los diferentes estados durante su término. La PRSSA creció a sobre 500 miembros y 35 capítulos a través de los Estados Unidos. McClintock también organizó la primera Convención de la PRSSA en el antes Hotel Cerromar de Vega Alta, Puerto Rico. La convención de tres días tuvo como deponentes al entonces congresista y futuro Senador Paul Simon, al entonces Gobernador Carlos Romero Barceló y al patriarca de la estadidad y exgobernador Luis A. Ferré.
Fortuño, estudiante de Georgetown University, sucedió a McClintock, sirviendo como el segundo presidente de 1980 al 1981. Fue entonces cuando organizó la campaña de voto ausente de la PRSSA para las elecciones generales en Puerto Rico del 1980. Los aproximadamente 1500 votos ausentes generados por la PRSSA fueron un factor importante en la reelección del Gobernador Romero quien obtuvo la victoria por una margen de 3000 votos.
Entre los fundadores de la PRSSA, los entonces estudiantes de Tulane University, Pedro Pierluisi, que luego sirvió como Secretario de Justicia, y actualmente como Comisionado Residente de Puerto Rico, y Jose I. Cimadevilla, el estudiante de George Washington University, José Rodríguez Suárez sirvió como subsecretario de estado y José Jaime Pierluisi fungió como asesor financiero del gobernador Pedro Rosselló, hasta su súbita muerte en 1994. Otros miembros fundadores de la PRSSA que han tenido vidas prominentes son Francisco J. Cimadevilla, subsecretario de Desarrollo Económico y luego Editor en jefe en Casiano Communications, Ricardo Skerrett, abogado de inmigración en Tampa, Florida y Manuel De Juan ex asistente en la Compañía de Turismo de Puerto Rico.

### Segunda Generación
La PRSSA estuvo inactiva durante el periodo de 1981 hasta el 1993, cuando otro grupo de estudiantes estadistas reactivaron la organización. Oreste R. Ramos presidió la organización desde el 1993 hasta el 1994, y organizó la campaña de voto ausente para el plebiscito de estatus de 1993. Rogelio Carrasquillo entonces asumió la presidencia de la PRSSA desde 1995 hasta el 1997, coordinando una campaña de voto ausente que contribuyó a la reelección del entonces Gobernador Pedro Rosselló en el 1996. La organización entonces permaneció inactiva a partir del 1997.

### Tercera Generación
En noviembre de 2007, José Cabrera Costas y William-José Vélez González, estudiantes de University of Dayton School of Law y Florida International University respectivamente, reactivaron a la asociación. Cabrera Costas fungió como Presidente hasta el 2009 y Vélez González como Vicepresidente. La administración buscó promover la estadidad para Puerto Rico a través de cabildeo en el Congreso de los Estados Unidos, campañas educativas, y promovió el voto entre los estudiantes estadistas para las elecciones generales de 2008 en Puerto Rico.
La PRSSA lanzó una campaña de inscripción para ejercer el voto durante el invierno 2007-2008 en preparación para las primarias de marzo de 2009 del Partido Nuevo Progresista, el partido pro-estadidad de Puerto Rico. La PRSSA, ayudó a movilizar a miles de votos estudiantiles en y fuera de Puerto Rico a través del voto ausente. Los websites de la PRSSA han servido como centros de información para electores, contando con herramientas para verificar el estatus de los electores, los requisitos para votar, la localización de los centros de voto y preguntas frecuentes sobre las elecciones. El 9 de marzo de 2008, la PRSSA proveyó los resultados de las primarias a través de su website, recibiendo más de 30 000 visitas desde Puerto Rico y el resto de los Estados Unidos.
Entonces, la PRSSA comenzó una nueva campaña de inscripción electoral para las elecciones generales del 4 de noviembre. El 11 de agosto de 2008, la PRSSA tuvo una Fiesta de Inscripción del Voto Ausente en Shannan's Pub de Guaynabo, Puerto Rico, en donde estuvieron presentes los fundadores de la organización, y entonces candidatos Luis Fortuño y Pedro Pierluisi. Consecuentemente, se inscribieron estudiantes para votar en 22 universidades de Puerto Rico. La Comisión Estatal de Elecciones de Puerto Rico reportó en septiembre de 2008, que sobre 200 000 estudiantes se inscribieron para votar por primera vez, como resultado de los esfuerzos de la PRSSA y otras organizaciones estadistas.
El 8 de octubre de 2008, el fundador y primer presidente de la PRSSA, Kenneth McClintock, fue el deponente invitado para la ceremonia de inauguración del Capítulo de Universidad de Puerto Rico en Río Piedras de la PRSSA, en lo que constituyó una rara presencia de un líder estadista en dicha universidad. Previamente, la PRSSA había manifestado su apoyo a la permanencia del Reserve Officer Training Corps (ROTC) en la universidad. La PRSSA, junto a otras organizaciones estudiantiles, se opuso a nuevas reglamentaciones estudiantiles presentadas por los administración universitaria, encontradas ademocráticas por los estudiantes.
El 4 de noviembre de 2008, los fundadores de la PRSSA, Luis Fortuño y Pedro Pierluisi fueron elegidos Gobernador y Comisionado Residente en Washington D. C. de Puerto Rico respectivamente. Fortuño entonces designó a Kenneth McClintock, también fundador de la PRSSA, como Secretario de Estado.
Desde noviembre de 2008, el grupo oficial de la PRSSA en Facebook, "Statehood for Puerto Rico", o "Estadidad para Puerto Rico" cuenta con sobre 6000 miembros.

## Liderato
- Presidente Nacional – Christian Santos
- Vicepresidenta Ejecutiva Nacional – Melanie Vargas
- Secretario Nacional – Cristian Bernaschina
- Tesorero Nacional – Ramón Ramírez

## Capítulos
- American University
- Bentley University
- Cornell University
- Florida International University[15]
- Georgetown University
- George Washington University
- Haverford College
- Iowa State University
- Interamerican University of Puerto Rico
- John Carroll University
- Loyola University New Orleans
- Massachusetts Institute of Technology
- Northeastern Illinois University
- Pennsylvania State University
- Polytechnic University of Puerto Rico
- Pontifical Catholic University of Puerto Rico
- Rochester Institute of Technology
- Rutgers University
- Stanford University
- State University of New York
- Syracuse University
- Tufts University
- Turabo University at Gurabo
- Villanova University
- Universidad del Este
- University of Central Florida
- University of Dayton
- University of Massachusetts
- University of Miami
- University of Minnesota
- University of Notre Dame
- University of Pennsylvania[16]
- University of Puerto Rico, Aguadilla Campus
- University of Puerto Rico, Arecibo Campus
- University of Puerto Rico, Bayamón Campus[17]
- Universidad de Puerto Rico - Recinto Universitario de Mayagüez[18] -
- University of Puerto Rico, Medical Sciences Campus
- University of Puerto Rico, Ponce Campus
- Universidad de Puerto Rico, Recinto de Río Piedras[19]
- University of the Sacred Heart
- Yale University